# هانكافيسي
هانكافيسي هي بحيرة في هانكاسالمي، وسط فنلندا. هي متوسطة الحجم ومنخفضة جدا. شكلها يشبه المتاهة، مع العديد من الجزر. اوكسالانساري هي واحدة من جزرها. البحيرة تحصل على مياهها من بحيرة ارميسفسي.

## روابط خارجية
- Finnish Environment Institute: Lakes in Finland
- Etelä-Savon ympäristökeskus: Saimaa, nimet ja rajaukset (بالفنلندية)